# Marie Antoinette zu Mecklenburg

Marie Antoinette Herzogin zu Mecklenburg [-Schwerin], 1907

Marie Antoinette, Herzogin zu Mecklenburg [-Schwerin], vollständig Marie Antoinette Margarethe Auguste Mathilde, genannt Manette (* 28. Mai 1884 in Venedig; † 26. Oktober 1944 in Bled) war eine Angehörige des großherzoglichen Hauses von Mecklenburg-Schwerin.

## Leben

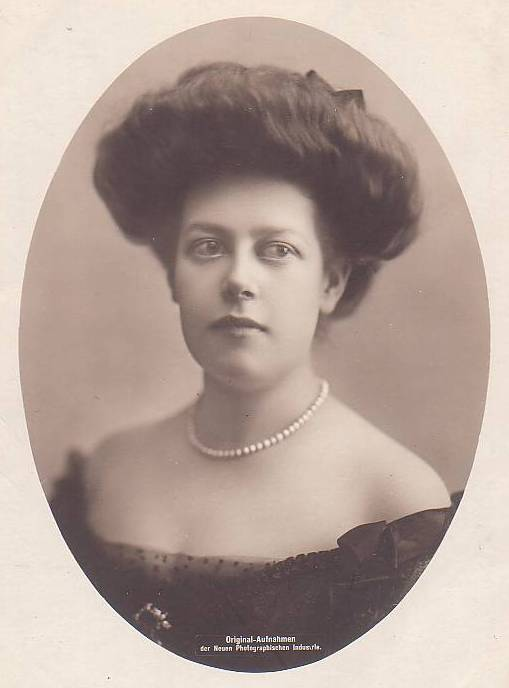
Marie Antoinette Herzogin zu Mecklenburg [-Schwerin

]
.

Eishockeyspiel mit der Herzogin im Schlossgarten von Schwerin 1904/1905. Dritte von links ist Alexandra von Hannover und Cumberland. Zweiter von
rechts ist Friedrich Franz IV. (Mecklenburg)

Marie Antoinette war die jüngere Tochter des Herzogs Paul Friedrich zu Mecklenburg (1852–1923) aus dem Hause Mecklenburg-Schwerin und der Marie Prinzessin zu Windisch-Graetz (1856–1929). Ihre Geschwister waren Paul Friedrich (1882–1904), Marie Luise (1883–1887), Heinrich Borwin (1885–1942) und Josef (geb. und gest. 1889).
Antoinette, meist Manette genannt, hatte ein angespanntes Verhältnis zu ihrem Vetter, dem regierenden Großherzog Friedrich Franz IV., der 1906 ihre Eltern wegen ihrer Finanzprobleme entmündigen und unter Kuratel hatte stellen lassen. 
Antoinette hielt sich besonders gerne und häufig in der Villa Bellevue in Bled auf. Von 1914 bis 1918 arbeiteten die Herzogin und später auch ihre Hofdame Antonia Pilars de Pilar mit anderen Damen des Adels als Krankenschwestern in verschiedenen Heimatlazaretten.
Von Bled aus reiste die Herzogin mit ihrer Hofdame bis zum Ausbruch des Zweiten Weltkrieges ständig in ganz Europa umher, vor allem nach Griechenland und in die balkanischen Nachbarstaaten. Mit den dort regierenden Häusern war die Herzogin mehrfach verwandt, so dass man weder Zoll noch Steuer fürchten musste und stets „en famille“ aufgenommen wurde. So besuchten sie 1913 in Montenegro unter anderem König Nikolaus I. von Montenegro mit Königin Milena.
1914 verweilten beide Damen in St. Petersburg und wurden von Zarin Marie Feodorowna zur Hochzeit „Ihrer Hoheit der Prinzessin Irina Alexandrowna“ mit dem Grafen Felix Soumarokow-Elston am 9.jul. / 22. Februar 1914greg. um halb drei Uhr nachmittags im Palais Anitchkow eingeladen. Zum Ball im Palais Anitchkow eine Woche später, am Donnerstag, 13.jul. / 26. Februar 1914greg. um halb zehn Uhr abends, musste ein langes Abendkleid mit Dekolleté getragen werden. Gewohnt haben die Herzogin und ihre Hofdame während dieser Zeit bei der Großfürstin Maria Pawlowna von Russland, einer Schwester ihres Vaters und Witwe des Großfürsten Wladimir Alexandrowitsch Romanow. Ihre Tante suchte für Antoinette einen Heiratskandidaten. Vielleicht zu Ehren der Gäste aus Deutschland wurden am Montag, dem 24. Februar 1914 im Michaeltheater zwei Vorstellungen in deutscher Sprache gegeben, mit deutschem Programmzettel.
Mit dem Tod ihrer Mutter 1929 erbte Marie Antoinette deren große Sammlung archäologischer Funde, die aus eigenen Ausgrabungen in der Krain stammten. Die Sammlung Herzogin Maries, die 72 große Kisten füllte, war als Folge des Ersten Weltkriegs beschlagnahmt und ins Nationalmuseum (Narodni muzej Slovenije) nach Ljubljana verbracht worden. In den 1920er Jahren versuchte Marie, durch Eingaben an König Alexander I. eine Rückgabe zu erreichen.
Unmittelbar nach dem Tod Maries im Juli 1929 gelang es Marie Antoinette, dass König Alexander, der zu diesem Zeitpunkt mit einer Königsdiktatur regierte, die Rückgabe veranlasste. Das Nationalmuseum behielt einen repräsentativen Querschnitt. 1932 übergab Marie Antoinette die Sammlung dem Auktionshaus American Art Association, Anderson Galleries, Inc. in New York City, um sie zu veräußern. Das Auktionshaus veranlasste eine eingehende Katalogisierung durch ein Team führender europäischer Prähistoriker unter der Leitung von Adolf Mahr. Der Katalog, der 131 Seiten umfasst, erschien 1934. Bei der Auktion am 1. Dezember 1934 fand sich jedoch kein Käufer für das zu diesem Zeitpunkt ungewöhnliche Sammlungsgut, der bereit und in der Lage war, die von Marie Antoinette geforderten 250.000 Dollar aufzubringen. Hugo Hencken, der Direktor des Peabody Museum of Archaeology and Ethnology der Harvard University, konnte anschließend den Teilbestand aus Magdalenska Gora erwerben, einen weiteren Teil erwarb das Ashmolean Museum in Oxford. Der große Rest blieb zunächst bei Anderson auf Lager. Nach dem Konkurs der Anderson Galleries fünf Jahre später gelang es Hencken, auch den Rest für das Peabody Museum zu erwerben. Sie wurden dort erforscht und katalogisiert und waren zuletzt 2006 Gegenstand einer Sonderausstellung.